# مرز هوایی مراقبت‌نشده
مرز هوایی مراقبت نشده جایی است که در آن لزوم یا امکان اجرای سرویس  پرواز به دلایل عملی، ممکن نیست. بر اساس درجات مراقبت پروازی تعیین شده توسط ایکائو، بین درجات F تا G مقررات مرز هوایی مراقبت نشده اجرا می‌شوند.
بنابراین قوانین مراقبت پرواز هیچگونه امکان اجرا ندارند. اما ممکن است برای ارتباطات رادیویی، خدمات اطلاعات اولیه را برای هواپیماها فراهم کنند. پرواز در مرز هوایی مراقبت نشده به طور معمول بر اساس قوانین پرواز بصری است. هواپیمای تحت این قانون نباید انتظار تفکیک از ترافیک‌های دیگر را داشته باشند. با این حال، ممکن است در برخی مرزهای هوایی مراقبت نشده قوانین وسایل پروازی تا جای ممکن به صورت مشاوره‌ای ارائه شوند.

## کلاس F
کلاس F (کنترل نشده) به ندرت در سیستم های فضایی کشورهای عضو ایکائو دیده می شود. در بریتانیا، قبلاً ترکیبی بین کلاس E (کنترل شده) و G (غیر کنترل) به عنوان مسیرهای مشورتی (ADRs) بود. در بریتانیا، تمام فضای هوایی که قبلاً به عنوان کلاس F تعیین شده بود، در تاریخ] 13 مجدداً به کلاس E یا G اختصاص یافت.

## کلاس G
کشورهای منفرد بخش های مختلفی از حریم هوایی را به عنوان کلاس G تعیین می کنند، به عنوان مثال. در انگلستان، حریم هوایی بالاتر از FL660 (سطح پرواز 660 یا 66000 فوت) کنترل نشده و متعلق به کلاس G است، در حالی که در ایالات متحده، هر فضای هوایی بالاتر از FL600 (60000 فوت) به عنوان کلاس E تعیین می شود و بنابراین کنترل می شود. به طور مشابه، بخش های بزرگی از حریم هوایی پایین تر در انگلستان کنترل نشده است در حالی که در ایالات متحده هر فضای هوایی بالاتر از 700-1200 فوت تا FL145 (14500 فوت) که به عنوان هیچ کلاس دیگری از حریم هوایی (AD) تعیین نشده است متعلق به کلاس E است و کنترل می شود.